# Matthias William Baldwin
Matthias William Baldwin (Elizabeth, 10 dicembre 1795 – Filadelfia, 7 settembre 1866) è stato un imprenditore statunitense.
Nel 1825 fondò una piccola impresa di costruzioni meccaniche che prosperò fino a diventare la Baldwin Locomotive Works. La più famosa locomotiva dell'azienda fu l'Old Ironsides costruita da Baldwin nel 1832.

## Biografia
Matthias William Baldwin era il più giovane di cinque figli di un costruttore di carrozze di nome William Baldwin. Dopo la morte di suo padre nel 1799, gli esecutori testamentari della tenuta Baldwin si dimostrarono inadeguati al compito e la vedova e i figli furono lasciati in difficili circostanze finanziarie a causa della cattiva gestione.
Sebbene abbia ricevuto un'istruzione scolastica comune molto soddisfacente, fin dalla tenera età l'inclinazione e l'attitudine di Baldwin erano quelle di armeggiare con elementi meccanici. I giocattoli sarebbero stati smontati e rimontati per apprendere il loro funzionamento interno e pezzi di ricambio e pezzi di macchinari sarebbero stati utilizzati per un nuovo utilizzo in un laboratorio improvvisato all'interno della casa di sua madre.
Nel 1811 il sedicenne Baldwin fu nominato apprendista gioielliere presso i fratelli Woolworth di Frankford, Pennsylvania (ora parte della città di Filadelfia). L'apprendistato al tempo era un rapporto praticamente coercitivo, caratterizzato da lunghe ore di lavoro e miserabili compensi. Nel 1817, poco prima che il termine stabilito del suo contratto fosse completato, Baldwin si trasferì insieme a sua madre a Filadelfia. Lì fu impiegato dalla ditta Fletcher & Gardner, uno dei principali produttori di gioielli della città.
Baldwin si dimostrò un prezioso operaio nei due anni successivi. Nel 1819 Baldwin lasciò la Fletcher & Gardner e iniziò a lavorare in proprio, e dimostrò rapidamente di essere un artigiano esperto e innovativo, sviluppando una tecnica rivoluzionaria per realizzare placcature in oro. Piuttosto che l'applicazione scrupolosa della foglia d'oro al metallo di base, il metodo di produzione di Baldwin prevedeva la saldatura di un pezzo d'oro al metallo di base e la laminazione dei due insieme fino a raggiungere lo spessore richiesto. La tecnica di Baldwin arrivò ad ottenere un'ampia accettazione come standard del settore anche se, sfortunatamente per lui, non fu mai protetta tramite l'acquisizione di un brevetto.

### Costruttore di macchinari
Durante la metà degli anni venti dell'Ottocento la domanda di gioielli e argenteria subì improvvisamente un drammatico calo, costringendo Baldwin a cercare una nuova occupazione. Nel 1825 Baldwin entrò in società con David Mason per costituire un'azienda che produceva attrezzature industriali per tipografi e rilegatori come utensili, matrici e macchine che in precedenza venivano importate esclusivamente dall'Europa. La coppia venne coinvolta anche nella produzione di cilindri da stampa e venne perfezionato il processo per l'incisione delle lastre di acciaio.
Le esigenze dell'azienda in crescita richiedevano sia spazi più ampi che una migliore fonte di energia. Nel 1828 Baldwin ideò e costruì il suo primo motore a vapore, un dispositivo stazionario che produceva 5 cavalli di potenza e rimase in uso nell'officina per quattro decenni. Il motore di Baldwin non solo era il più potente dell'epoca, ma incorporava anche innovazioni meccaniche per alimentare il movimento rotatorio che alla fine trovò applicazione nei trasporti, inclusa la progettazione di motori marini. Il motore originale sopravvive ancora nello Smithsonian Institution di Washington. La richiesta di motori a vapore si rivelò elevata così che Baldwin e Mason sostituirono rapidamente la loro attività di macchine da stampa con una divisione di produzione di motori. Nel giro di un decennio l'azienda sarebbe stata considerata la principale produttrice di motori del paese.

### Costruttore di locomotive

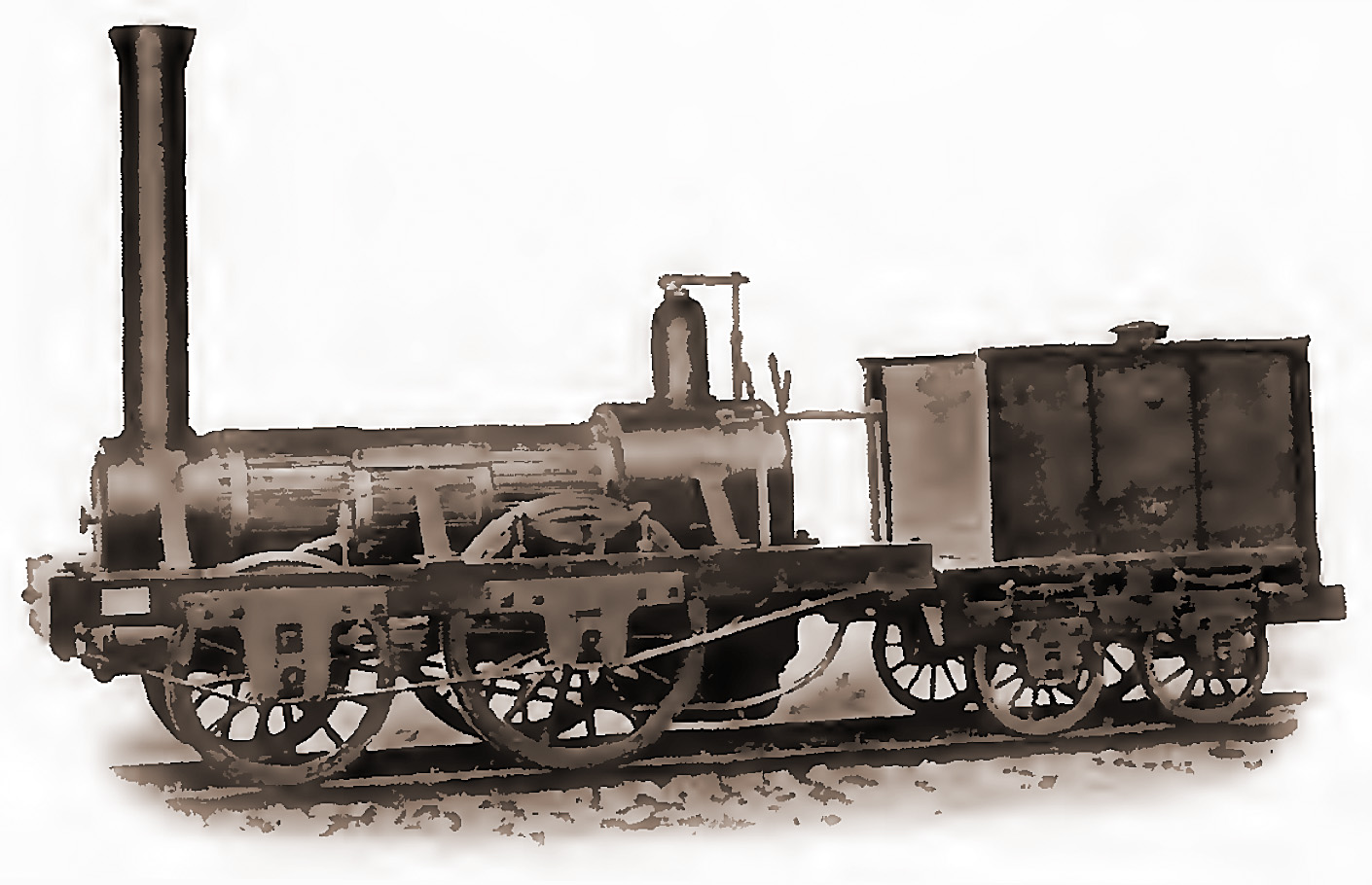
La locomotiva Old Ironsides, 1832.

Baldwin mise a frutto la sua conoscenza dei motori a vapore stazionari nel 1831 quando costruì la sua prima locomotiva a vapore sperimentale. Basata sui progetti mostrati per la prima volta al Rainhill Trials in Inghilterra, il prototipo di Baldwin era una realizzazione dimostrativa che fu poi esposto al Peale's Philadelphia City Museum di Filadelfia. La locomotiva era abbastanza potente da trainare alcune auto che trasportavano quattro passeggeri ciascuna. Questa locomotiva era insolita per l'epoca in quanto bruciava carbone, disponibile localmente, invece del legno.
L'anno successivo Baldwin costruì la sua prima locomotiva a vapore su commissione per la nascente Philadelphia, Germantown & Norristown Railroad. Questa locomotiva, soprannominata Old Ironsides, viaggiava alla velocità di un solo miglio all'ora (1,6 km/h) nelle prove iniziali effettuate il 23 novembre 1832, ma la macchina fu successivamente perfezionata e migliorata in modo da raggiungere una velocità massima di 28 mph (45 km/h). Pesava oltre 5 tonnellate, con ruote posteriori da 1.400 mm , cilindri da 240 mm con una corsa da 460 mm e una caldaia da 760 mm di diametro che impiegava 20 minuti per generare il vapore. Questa locomotiva era del tipo 2-2-0 (notazione Whyte), il che significa che aveva un asse principale non motorizzato e un asse motorizzato. Sebbene il contratto iniziale fosse di 4.000 dollari, a causa di carenze prestazionali fu concordato e ottenuto un prezzo di compromesso di 3.500 dollari (pari a 106.134 dollari di oggi) tra la ferrovia e la nascente Baldwin Locomotive Works.

## Vita privata

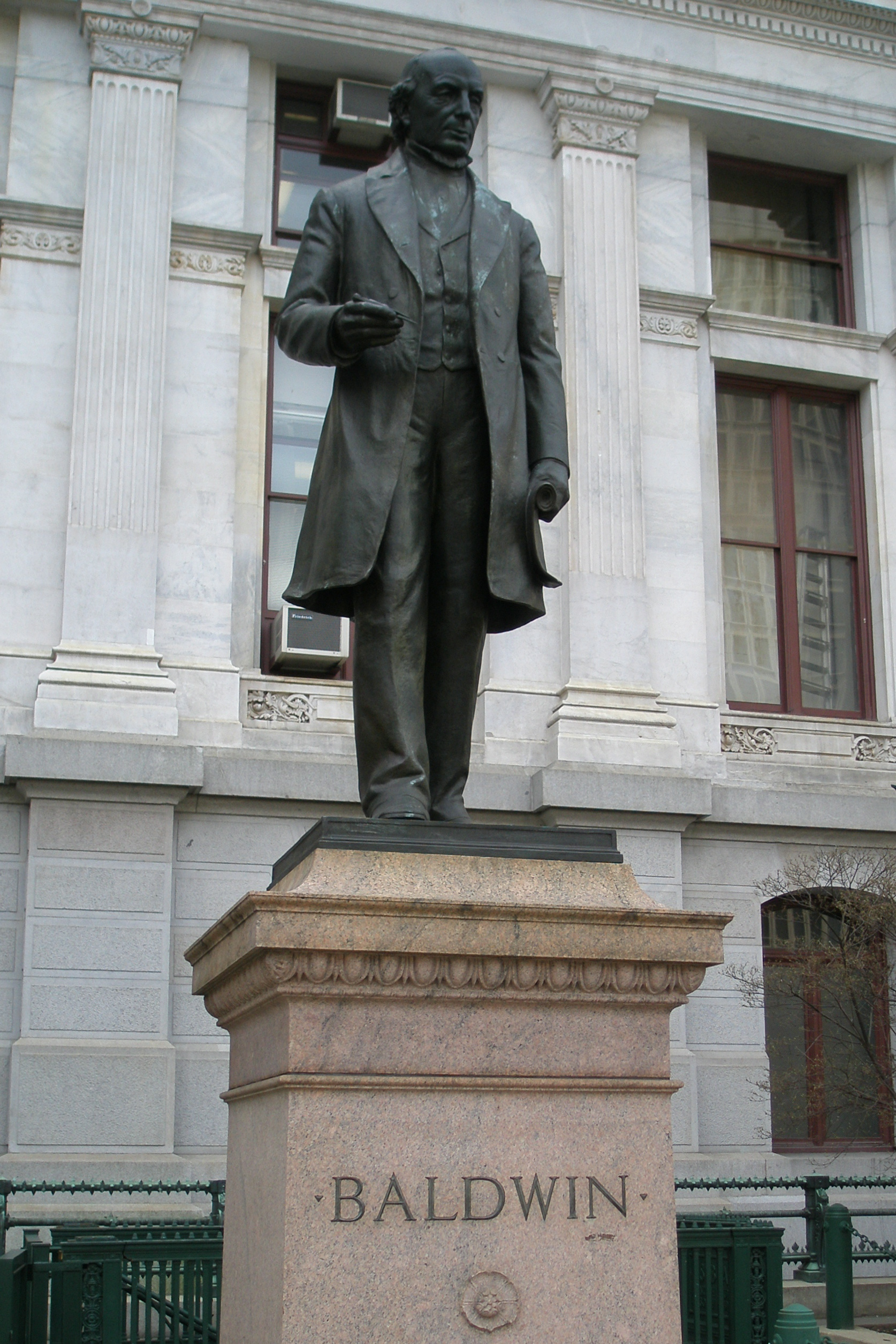
Statua di Matthias W. Baldwin di fronte al Municipio di Filadelfia.

Baldwin era un membro devoto della Chiesa Presbiteriana e un costante donatore di cause di beneficenza religiose per tutta la sua vita. Nel 1824 fu uno dei fondatori del Franklin Institute di Filadelfia. Fu eletto alla American Philosophical Society nel 1833.
Nel 1835 fece una donazione per fondare una scuola per bambini afroamericani a Filadelfia e continuò a pagare gli stipendi degli insegnanti di tasca propria per gli anni successivi. Baldwin era uno schietto sostenitore dell'abolizione della schiavitù negli Stati Uniti d'America, una posizione che fu usata contro di lui e la sua azienda da concorrenti desiderosi di vendere locomotive alle ferrovie nel sud schiavista.
Baldwin era un membro della Convenzione costituzionale della Pennsylvania del 1837 ed emerse come difensore del diritto di voto per i cittadini maschi neri dello stato. Uno dei suoi ultimi sforzi filantropici fu la donazione del 10% delle entrate della sua azienda alla Missione cristiana della Guerra Civile all'inizio degli anni '60 dell'Ottocento.
Baldwin sposò una lontana cugina nel 1827, Sarah C. Baldwin. Insieme hanno avuto tre figli.

## Morte
Baldwin morì il 7 settembre 1866 nella sua casa di campagna a Wissinoming e fu sepolto nel cimitero di Laurel Hill a Filadelfia.
Al momento della morte del suo fondatore, la Baldwin Locomotive Works aveva prodotto circa 1.500 locomotive a vapore. Alla fine l'azienda produsse un totale di circa 75.000 motori per locomotive a vapore, prima di terminare la produzione nel 1956.
Una statua di Baldwin fu eretta per la prima volta a Filadelfia nel 1906 e spostata davanti al municipio di Filadelfia nel 1936. Alla fine del maggio 2020 fu leggermente deturpata con le parole "colonizzatore" e "assassino", ma subito fu ripulita. L'incidente porto un aumento dell'interesse per Baldwin secondo il presidente del gruppo di volontari Friends of Matthias Baldwin Park.